# Золоті та срібні пам'ятні монети євро Естонії
Золоті та срібні пам'ятні монети євро — спеціальні монети, що їх випускають національні банки кожної з країн Єврозони. З моменту вступу Естонії до Єврозони (1 січня 2011 року) центральним банком країни було випущено 4 види пам'ятних колекційних монет євро з дорогоцінних металів.

## Статистика
Протягом 2011–2013 років Банк Естонії випустив 3 види колекційних монет зі срібла та 1 — біметалевий (з золота та срібла). Детальна інформація щодо монет наведена у таблиці нижче.
| Рік     | Кількість |        | Метал  | Метал | Метал |     | Номінал | Номінал | Номінал | Номінал | Номінал | Номінал | Номінал |
| Рік     | Кількість | золоті | срібні | інші  | €100  | €50 | €20     | €12     | €10     | €7      | €5      |         |         |
| 2011    | 2         | –      | 1      | 1     | –     | –   | 1       | –       | 1       | –       | –       |         |         |
| 2012    | 1         | –      | 1      | –     | –     | –   | –       | 1       | –       | –       | –       |         |         |
| 2013    | 1         | –      | 1      | –     | –     | –   | –       | –       | –       | 1       | –       |         |         |
| Загалом | 4         | 0      | 3      | 1     | 0     | 0   | 1       | 1       | 1       | 1       | 0       |         |         |

## Монети
|                       | Естонське майбутнє                          |                   |                |  |
| Дизайнер:             | Дизайнер:                                   | Монетний двір:    | Монетний двір: |  |
| Номінал: €10          | Проба: Ag 999,9 (срібло)                    | Кількість: 30 000 | Якість: пруф   |  |
| Випуск: 2011          | Діаметр: 38,61 мм                           | Вага: 28,8 г      | Вартість:      |  |
|                       |                                             |                   |                |  |
|                       |                                             |                   |                |  |
|                       | Входження Естонії до зони євро              |                   |                |  |
| Дизайнер:             | Дизайнер:                                   | Монетний двір:    | Монетний двір: |  |
| Номінал: €20          | Проба: Ag 999,9 (срібло), Au 999,9 (золото) | Кількість: 10 000 | Якість: пруф   |  |
| Випуск: 2011          | Діаметр: 27,25 мм                           | Вага: 14,6 г      | Вартість:      |  |
|                       |                                             |                   |                |  |
|                       | XXX Олімпійські ігри                        |                   |                |  |
| Дизайнер:             | Дизайнер:                                   | Монетний двір:    | Монетний двір: |  |
| Номінал: €12          | Проба: Ag 999,9 (срібло)                    | Кількість: 7500   | Якість: пруф   |  |
| Випуск: 2012          | Діаметр: 38,61 мм                           | Вага: 128,28 г    | Вартість:      |  |
|                       |                                             |                   |                |  |
|                       | Раймонд Валгре                              |                   |                |  |
| Дизайнер: Бербел Летт | Дизайнер: Бербел Летт                       | Монетний двір:    | Монетний двір: |  |
| Номінал: €7           | Проба: Ag 925 (срібло)                      | Кількість: 7500   | Якість: пруф   |  |
| Випуск: 2013          | Діаметр: 38,61 мм                           | Вага: 128,28 г    | Вартість:      |  |